# Скијашки скокови
Скијашки скокови су спортска дисциплина скакања на скијама у којој се скијаш спушта низ посебно конструисану скакаоницу те након одраза покушава 'прелетети' што већу удаљеност. Скакаоница је прекривена снегом па су такмичења могућа само у зимским условима. Ипак, данас постоје и варијанте израде скакаонице с вештачком подлогом те се такмичења могу одржавати целе године, а једна варијанта тог спорта се изводи и на води.
Скијашки скокови су стандардни спорт на Зимским олимпијским играма.

## Историја
Као већина скијашких дисциплина и скијашки скокови најраније се помињу у скандинавским земљама. У прво време око 1810. године скакало се са одскочишта направљеног од набацаног снега испод неке природне стрме падине. Скакач је добијао залет спустивши се низ падину, а затим се одразио са одскочишта и летио 15-20 метара. Око 1840. скакачи су одскочиште сместили на саму стрмину падине. Сачувани цртежи из 1862, 1880. и 1888. приказују скакаче како скачу с једним дугачким штапом у руци скупљених кољена и након доскока изводе телемарк. Sondre Nordheim је први почео скакати без штапа, па је његов „елегантни“ скок побудио велику пажњу, означивши прекретницу код скијашких скокова. Тек 60-их година предпрошлог века почињу се градити скијашке скакаонице од којих је вероватно скакаоница у Холменколену (Holmenkollen) код Осла била једна од првих.
Скакачи-самоуци у почетку су постигли скокове од око 20 метара. У Холменколену одржавају се од 
1883. уз скијашка такмичења у трчању и такмичења у скијашким скоковима. Прве норвешке скакаонице биле су за данашње појмове веома кратке, тако да је рекордна дужина скока 1868 Sondre Nordheim износила је 19 метара, а скокови 1910. (Х. Хансен) 45, 1914. (А. Амундсен) 54, док је 1933. Сигмунд Руд скочио 86 метара.

## Такмичење у скијашким скоковима
Циљ такмичења у скијашким скоковима је прескочити што већу удаљеност. Међутим, оцењује се и стил скакача, па је за победу осим дугог скока потребно приказати и добру технику лета те сигуран доскок. Укупни бодови се израчунавају по оствареној дужини скока те збиру средње 3 оцене 5 судија (највећа и најмања оцена се бришу), од којих сваки може за стил доделити максимално 20 бодова. Бодови за дужину скока се додељују према односу дужине скока и положаја обрачунске тачке поједине скакаонице. За скок тачно на обрачунску тачку (удаљеност) скакач добије 60 бодова, за сваки метар мање/више додаје се или одузима 1,8 бодова по метру.
Иако се техника скока с развојем овог спорта доста мењала кроз историју, техника доскока је углавном она према телемарк техници. Преовладавајућа техника положаја тела током лета је тзв. V-техника, приликом које скакач држи скије у 'V' положају, с реповима скија скупљеним а врховима одвојеним.
Такмичења у скијашким скоковима се одржавају углавном на три врсте скакаоница, које се разликују по величини:
- 90-метарска скакаоница – обрачунска тачка је на 90 метара, а скакачи постижу даљине до 110 метара у оптималним условима.
- 120-метарска скакаоница – обрачунска тачка је на удаљености од 115 до 145 метара, зависно од скакаонице.
- Скијашка летаоница - то су скакаонице са обрачунском тачком преко 180 метара, таквих је само 5 на свету (Викерсунд, Оберстдорф, Кулм, Харахов и Планица) и на њима се могу постићи дужине скока чак до 240 метара. Од 1985. године сви неслужбени светски рекорди у скијашким летовима су постигнути на Великанки на Планици. Актуелни светски рекорд је постигнут 2005. године када је Бјорн Ајнер Роморен „долетео“ на 239 метара и успео остати на ногама, након њега је Јане Ахонен слетио на 240 метара, али му тај лет није признат, јер је при доскоку пао. Често се за такмичење на таквим скакаоницама користи назив 'скијашки летови', да би се нагласила велика дужина скокова.

Стандардно такмичење се састоји од једног пробног скока и два скока који се оцењују, а бодови оба скока се сабирају за коначни поредак. Постоји и екипно такмичење, у којем се сабирају бодови четири члана једне екипе.

### Женски скијашки скокови
ФИС је 26. маја 2006. одлучио да дозволи женама да скачу на СП 2009. у чешком Либерецу, а да се затим на идућем СП-у одрже женски екипни скокови. ФИС је такође одлучио да упути предлог МОК-у да дозволи женама да се такмиче на ЗОИ 2010. у Ванкуверу. Извршни одбор МОК-а 28. новембра 2006. одбио је тај предлог уз образложење да нема довољног броја такмичарки, као ни земаља, те да се женски ски-скокови тек морају успоставити на међународном нивоу. Жак Рог, тадашњи председник МОК-а, рекао је да женски ски-скокови неће бити у програму ОИ јер „не желимо да медаље буду растопљене и испране водом” (тј. да им вредност буде умањена), алудирајући на релативно мали број потенцијалних такмичарки. Наведено је да, иако број жена у ски-скоковима није безначајан, код њих постоји већи распон у погледу талента него код мушкараца будући да су најбољи скакачи врло близу једни другима по такмичарској јачини, док жене више варирају, чак и у најјачим такмичењима.
Група од 15 ски-скакачица поднела је тужбу против Организацијског комитета Зимских олимпијских и параолимпијских игара у Ванкуверу (VANOC) наводећи да би одржавање мушких скокова на ЗОИ у Ванкуверу без женског такмичења било директно кршење 15. ставка Канадске повеље о правима и слободама. Аргументи повезани с овом тужбом представљени су од 20. до 24. априла 2009, а пресуда је донесена 10. јуна, против скакачица. Судија је одредио да је ова ствар, иако се ради о случају дискриминирања жена, одговорност МОК-а те стога није обухваћена Повељом. Даље је одређено да се Повеља не односи на VANOC. Тројица судија из Британске Колумбије једногласно су одбили жалбу 13. новембра. Америчка глумица и продуценткиња документарних филмова, Вирџинија Мадсен, забележила је напоре канадског тима у филму из 2009. под називом У борби против гравитације (Fighting Gravity).
МОК је 6. априла 2011. службено прихватио женске ски-скокове у програм ЗОИ 2014. у руском Сочију. Године 2013, у периоду од неколико месеци, пет скакачица из самог светског врха задобило је озбиљне повреде колена и морале су се повући на дугорочни опоравак, доводећи у опасност њихове шансе за добар успех у Сочију. Скакачицама је потребан дужи залет него скакачима како би надокнадиле мању тежину и постигле потребну брзину. Због њихове мање тежине скакачице постижу дужине које нису испод оних које постижу њихове мушке колеге. У медијским извештајима наводи се да би ово могло преоптеретити колена скакачица, с физиолошког аспекта.

## Популарност скијашких скокова
Скокови су настали у скандинавским земљама, па су и данас тамо најпопуларнији. Добри такмичари редовно долазе из скандинавских земаља, пре свих Финске и Норвешке, а још су јаке нације у том спорту Немачка, Аустрија, Словенија, Пољска, Чешка, Јапан итд.
Стил скијашких скокова
Модерна V техника је резултат стила који је први применио Јан Боклев у Шведској 1985. године како би се продужиле дужине лета за око 10% у односу на ранији стил паралелних скија, какав памтимо са Никененом. У модерним скоковима аеродинамика је постала јак фактор и тиче се дизајна скијашких комбинезона. Прва техника ски скокова била је Кенгзбергерова техника развијена у Норвешкој од Јакоба Тулина а састојала се у ставу чучња са рукама поред тела на залетишту а онда се усправно излети са рукама паралелним испред тела. Дужине ових скокова биле су од 45 до 100 метара. Тек 1950 је Андреас Дежер је 1950. године и Ерих Виндиш из Немачке развио технику названу рибља јер су руке биле уз тело и то је подсећало на рибља пераја... Ова техника била је стандард од 1950. до 1985. а скије су биле паралелне. Онда је Јан Боклев развио V технику која је данас све присутнија код скакача у светском купу. Завршетак скока је у телемарк стилу када се тле додирује са ногом у получучњу испред ноге, док је доскок на две ноге стилски некоректан али исправан.

## Нордијска комбинација
Скијашки скокови су саставни део спорта који се назива Нордијска комбинација, а у себи укључује такмичење у скијашком трчању и скијашким скоковима.

## Важна такмичења

### Светски куп
- Енгелберг, Швајцарска
- Хараков, Чешка
- Кулм, Аустрија
- Кусамо, Финска
- Либерец, Чешка
- Планица, Словенија
- Сапоро, Јапан
- Трондхајм, Норвешка
- Викерсунд, Норвешка
- Вилинген, Немачка
- Закопане, Пољска
- Крањ, Словенија

#### Турнеја четири скакаонице
- Оберстдорф, Немачка
- Гармиш-Партенкирхен, Немачка
- Инзбрук, Аустрија
- Бишофсхофен, Аустрија

#### Нордијска турнеја
- Лахти, Финска
- Куопио, Финска
- Лилехамер, Норвешка
- Осло, Норвешка

## Скијашки летови
Скијашки летови су исте форме као и скијашки скокови. Такмичења се одржавају на великим скакаоницама, на којима је критична тачка најмање 185 метара. Тренутно има пет таквих скакаоница у свету: Викерсундбакен у Викерсунду, Норвешка; Оберстдорф, Немачка; Кулм, Аустрија; Леталница, Планица, Словенија; и у Харакову, Чешка. Шеста скакаоница, Копер Пик у Мичигену, тренутно се не користи јер не одговара ФИС стандардима.
На овим скакаоницама, скачу се најдужи скокови. Могуће је прећи 200 метара. Од 1972. се сваке друге године одржава Светско првенство у скијашким летовима.
Тренутни светски рекорд држи Андерс Фанемел који је у Викерсунду 2015. године скочио 251,5 метар. Пре њега светски рекорд је дуго држао Јохан Ремен Евенсен који је у Викерсунду 2011. године скочио 246,5 метара.

### Листа светских рекорда у ски скоковима
| Година | Скакаоница | Држава    | Скакач              | Дужина       |
| 1966.  | Викерсунд  | Норвешка  | Бјерн Виркола       | 146 метара   |
| 1967.  | Викерсунд  | Аустрија  | Рејнхолд Бачлер     | 154 метра    |
| 1969.  | Планица    | Норвешка  | Бјерн Виркола       | 160 метара   |
| 1976.  | Оберстдорф | Аустрија  | Тони Инауер         | 176 метара   |
| 1981.  | Оберстдорф | Аустрија  | Армин Коглер        | 180 метара   |
| 1984.  | Оберстдорф | Финска    | Мати Никенен        | 185 метара   |
| 1985.  | Планица    | Финска    | Мати Никенен        | 190 метара   |
| 1986.  | Кулм       | Аустрија  | Андреас Фелдер      | 191 метар    |
| 1987.  | Планица    | Пољска    | Пјотр Фијас         | 194 метра    |
| 1994.  | Планица    | Аустрија  | Мартин Елварт       | 196 метара   |
| 1994.  | Планица    | Финска    | Тони Нијеминен      | 203 метра    |
| 1997.  | Планица    | Норвешка  | Еспен Бредесен      | 210 метара   |
| 1999.  | Планица    | Норвешка  | Томи Ингебригтсен   | 219,5 метара |
| 2000.  | Планица    | Аустрија  | Томас Ерл           | 224,5 метра  |
| 2000.  | Планица    | Аустрија  | Андреас Голдбергер  | 225 метара   |
| 2003.  | Планица    | Пољска    | Адам Малиш          | 225 метара   |
| 2003.  | Планица    | Финска    | Мати Хаутамеки      | 231 метар    |
| 2005.  | Планица    | Норвешка  | Бјерн Ејнар Ромерен | 234,5 метра  |
| 2005.  | Планица    | Финска    | Мати Хаутамеки      | 235,5 метара |
| 2005.  | Планица    | Норвешка  | Бјерн Ејнар Ромерен | 239 метара   |
| 2011.  | Викерсунд  | Норвешка  | Јохан Ремен Евенсен | 243 метра    |
| 2011.  | Викерсунд  | Норвешка  | Јохан Ремен Евенсен | 246,5 метара |
| 2015.  | Викерсунд  | Словенија | Петер Превц         | 250 метара   |
| 2015.  | Викерсунд  | Норвешка  | Андерс Фанемел      | 251,5 метар  |

### Национални рекорди (првих 20)
| Бр. | Држава           | Скакач             | Дужина       |
| 1.  | Норвешка         | Андерс Фанемел     | 251,5 метара |
| 2.  | Словенија        | Петер Превц        | 250 метара   |
| 3.  | Финска           | Мати Хаутамеки     | 235,5 метара |
| 4.  | Аустрија         | Грегор Шлирензауер | 233,5 метара |
| 5.  | Русија           | Дмитриј Васиљев    | 228 метара   |
| 6.  | Немачка          | Михаел Неумајер    | 227,5 метара |
| 7.  | Пољска           | Адам Малиш         | 225 метара   |
| 8.  | Јапан            | Даики Ито          | 222,5 метара |
| 9.  | Швајцарска       | Андреас Кутел      | 222 метара   |
| 10. | Сједињене Државе | Алан Алборн        | 221,5 метара |
| 11. | Чешка            | Антоњин Хајек      | 219 метара   |
| 12. | Француска        | Давид Лазарони     | 212 метара   |
| 13. | Италија          | Роберто Сесон      | 207,5 метара |
| 14. | Шведска          | Исак Гримхолм      | 207,5 метара |
| 15. | Белорусија       | Пјотр Чадајев      | 197.5 метара |
| 16. | Казахстан        | Радик Жапаров      | 196,5 метара |
| 17. | Словачка         | Мартин Месик       | 195.5 метара |
| 18. | Естонија         | Јенс Салумае       | 195 метара   |
| 19. | Канада           | Стефан Рид         | 191,5 метара |
| 20. | Јужна Кореја     | Хеунг Чул Чои      | 191 метар    |